# Campeonato Japonês de Patinação Artística no Gelo de 2011–12
O Campeonato Japonês de Patinação Artística no Gelo de 2011–12 foi a octogésima edição do Campeonato Japonês de Patinação Artística no Gelo, um evento anual de patinação artística no gelo onde os patinadores artísticos competem pelo título de campeão japonês.  A competição foi disputada entre os dias 22 de dezembro e 25 de dezembro de 2011, na cidade de Kadoma.

## Eventos
- Individual masculino
- Individual feminino
- Duplas
- Dança no gelo

## Medalhistas
| Evento                        | Ouro                           | Prata                           | Bronze                  |
| Sênior                        |                                |                                 |                         |
| Individual masculino detalhes | Daisuke Takahashi              | Takahiko Kozuka                 | Yuzuru Hanyu            |
| Individual feminino detalhes  | Mao Asada                      | Akiko Suzuki                    | Kanako Murakami         |
| Duplas detalhes               | Narumi Takahashi Mervin Tran   | nenhum outro competidor         | nenhum outro competidor |
| Dança no gelo detalhes        | Bryna Oi Taiyo Mizutani        | Emi Hirai Marien De La Asuncion | Anna Takei Yuya Yamada  |
| Júnior                        |                                |                                 |                         |
| Individual masculino detalhes | Ryuju Hino                     | Keiji Tanaka                    | Ryuichi Kihara          |
| Individual feminino detalhes  | Satoko Miyahara                | Kako Tomotaki                   | Risa Shoji              |
| Dança no gelo detalhes        | Misato Komatsubara Kaoru Tsuji | nenhum outro competidor         | nenhum outro competidor |

## Resultados

### Sênior

#### Individual masculino
| Pos.                                                  | Nome              | Pontos | PC         | PL          |
| ----------------------------------------------------- | ----------------- | ------ | ---------- | ----------- |
| Medalha de ouro                                       | Daisuke Takahashi | 254.60 | 96.05 (1)  | 158.38 (3)  |
| Medalha de prata                                      | Takahiko Kozuka   | 250.97 | 85.60 (2)  | 165.37 (2)  |
| Medalha de bronze                                     | Yuzuru Hanyu      | 241.91 | 74.32 (4)  | 167.59 (1)  |
| 4                                                     | Tatsuki Machida   | 213.48 | 74.64 (3)  | 138.84 (6)  |
| 5                                                     | Takahito Mura     | 204.21 | 60.05 (12) | 144.16 (4)  |
| 6                                                     | Daisuke Murakami  | 203.41 | 62.65 (9)  | 140.76 (5)  |
| 7                                                     | Keiji Tanaka      | 201.45 | 67.48 (6)  | 133.97 (7)  |
| 8                                                     | Kento Nakamura    | 195.94 | 68.58 (5)  | 127.36 (9)  |
| 9                                                     | Shoma Uno         | 190.42 | 63.49 (7)  | 126.93 (10) |
| 10                                                    | Ryuju Hino        | 188.30 | 60.19 (11) | 128.11 (8)  |
| 11                                                    | Yoji Tsuboi       | 178.72 | 63.21 (8)  | 115.51 (13) |
| 12                                                    | Ryuichi Kihara    | 178.64 | 57.45 (13) | 121.19 (11) |
| 13                                                    | Yukihiro Yoshida  | 165.82 | 49.40 (18) | 116.42 (12) |
| 14                                                    | Akio Sasaki       | 164.84 | 60.45 (10) | 104.39 (15) |
| 15                                                    | Yuki Horinouchi   | 155.33 | 49.96 (17) | 105.37 (14) |
| 16                                                    | Sei Kawahara      | 149.01 | 54.96 (14) | 95.06 (18)  |
| 17                                                    | Takuya Kondo      | 148.42 | 48.71 (19) | 99.71 (16)  |
| 18                                                    | Yuta Onuma        | 147.59 | 50.82 (16) | 96.77 (17)  |
| 19                                                    | Tomoyuki Koriyama | 145.49 | 50.93 (15) | 94.56 (19)  |
| 20                                                    | Satoshi Nakamura  | 134.82 | 46.75 (20) | 88.07 (21)  |
| 21                                                    | Jo Matsumura      | 133.68 | 41.90 (22) | 91.78 (20)  |
| 22                                                    | Hayato Miyazaki   | 124.63 | 41.96 (21) | 88.07 (21)  |
| 23                                                    | Ryoichi Eguchi    | 124.08 | 41.51 (23) | 82.57 (23)  |
| 24                                                    | Yuya Tamada       | 115.97 | 38.99 (24) | 76.98 (24)  |
| Não avançaram para a patinação livre / programa longo |                   |        |            |             |
| 25                                                    | Masaki Kondo      | —      | 38.59 (25) |             |
| 26                                                    | Koshin Yamada     | —      | 37.60 (26) |             |
| 27                                                    | Kosuke Nozoe      | —      | 36.34 (27) |             |
| 28                                                    | Yuuhi Matsuzaka   | —      | 34.66 (28) |             |
| 29                                                    | Shota Taketazu    | —      | 32.80 (29) |             |
| WD                                                    | Nobunari Oda      | —      | — (WD)     |             |

#### Individual feminino
| Pos.                                                  | Nome             | Pontos | PC         | PL         |
| ----------------------------------------------------- | ---------------- | ------ | ---------- | ---------- |
| Medalha de ouro                                       | Mao Asada        | 184.07 | 65.40 (2)  | 118.67 (2) |
| Medalha de prata                                      | Akiko Suzuki     | 179.27 | 59.60 (3)  | 119.67 (1) |
| Medalha de bronze                                     | Kanako Murakami  | 172.69 | 65.56 (1)  | 107.13 (6) |
| 4                                                     | Haruka Imai      | 166.67 | 57.82 (5)  | 108.85 (5) |
| 5                                                     | Miu Sato         | 163.86 | 54.14 (7)  | 109.72 (4) |
| 6                                                     | Satoko Miyahara  | 163.85 | 47.06 (15) | 116.79 (3) |
| 7                                                     | Risa Shoji       | 156.47 | 51.50 (11) | 104.97 (7) |
| 8                                                     | Yuki Nishino     | 156.45 | 58.52 (4)  | 97.93 (11) |
| 9                                                     | Haruna Suzuki    | 156.23 | 53.04 (9)  | 103.19 (8) |
| 10                                                    | Kana Muramoto    | 154.11 | 54.20 (6)  | 99.91 (9)  |
| 11                                                    | Kako Tomotaki    | 148.99 | 52.02 (10) | 96.97 (12) |
| 12                                                    | Satsuki Muramoto | 146.90 | 53.16 (8)  | 93.74 (13) |
| 13                                                    | Miyabi Oba       | 146.83 | 48.26 (13) | 98.57 (10) |
| 14                                                    | Yuka Kona        | 135.68 | 45.74 (18) | 89.94 (14) |
| 15                                                    | Shoko Ishikawa   | 133.66 | 47.62 (14) | 86.04 (16) |
| 16                                                    | Mari Suzuki      | 132.56 | 45.90 (17) | 86.66 (15) |
| 17                                                    | Shion Kokubun    | 131.90 | 46.92 (16) | 84.98 (18) |
| 18                                                    | Mutsumi Takayama | 130.38 | 48.48 (12) | 81.90 (19) |
| 19                                                    | Rina Kondo       | 129.53 | 44.52 (20) | 85.01 (17) |
| 20                                                    | Sara Imamura     | 126.22 | 44.40 (21) | 81.82 (20) |
| 21                                                    | Kanade Hasegawa  | 124.07 | 44.98 (19) | 79.09 (22) |
| 22                                                    | Mika Nakamura    | 123.81 | 43.52 (22) | 80.29 (21) |
| 23                                                    | Chisako Kiuchi   | 115.95 | 41.82 (24) | 74.13 (23) |
| 24                                                    | Ayane Nakamura   | 113.89 | 42.80 (23) | 71.09 (24) |
| Não avançaram para a patinação livre / programa longo |                  |        |            |            |
| 25                                                    | Hikaru Nasuno    | —      | 41.30 (25) |            |
| 26                                                    | Eri Seto         | —      | 40.08 (26) |            |
| 27                                                    | Mai Hirono       | —      | 38.62 (27) |            |
| 28                                                    | Ayaka Ishii      | —      | 33.02 (28) |            |
| 29                                                    | Naomi Tanikawa   | —      | 29.24 (29) |            |

#### Duplas
| Pos.            | Nome                           | Pontos | PC        | PL         |
| --------------- | ------------------------------ | ------ | --------- | ---------- |
| Medalha de ouro | Narumi Takahashi / Mervin Tran | 164.97 | 57.42 (1) | 107.55 (1) |

#### Dança no gelo
| Pos.              | Nome                             | Pontos | PC        | PL        |
| ----------------- | -------------------------------- | ------ | --------- | --------- |
| Medalha de ouro   | Bryna Oi / Taiyo Mizutani        | 114.21 | 47.02 (1) | 67.19 (1) |
| Medalha de prata  | Emi Hirai / Marien dela Asuncion | 106.99 | 43.08 (2) | 63.91 (2) |
| Medalha de bronze | Anna Takei / Yuya Yamada         | 75.16  | 28.18 (3) | 46.98 (3) |
| WD                | Cathy Reed / Chris Reed          | —      | — (WD)    |           |

### Júnior

#### Individual masculino
| Pos.                                                  | Nome              | Pontos | PC         | PL         |
| ----------------------------------------------------- | ----------------- | ------ | ---------- | ---------- |
| Medalha de ouro                                       | Ryuju Hino        | 188.94 | 57.51 (6)  | 131.43 (1) |
| Medalha de prata                                      | Keiji Tanaka      | 187.80 | 62.99 (1)  | 124.81 (3) |
| Medalha de bronze                                     | Ryuichi Kihara    | 187.68 | 62.14 (2)  | 125.54 (2) |
| 4                                                     | Sei Kawahara      | 173.56 | 58.88 (5)  | 114.68 (4) |
| 5                                                     | Shoma Uno         | 173.46 | 61.56 (3)  | 111.90 (5) |
| 6                                                     | Yoji Tsuboi       | 168.47 | 60.54 (4)  | 107.93 (7) |
| 7                                                     | Jun Suzuki        | 156.02 | 47.43 (8)  | 108.59 (6) |
| 8                                                     | Takaya Hashizume  | 150.91 | 52.46 (7)  | 98.45 (8)  |
| 9                                                     | Kazuki Tomono     | 136.51 | 43.47 (11) | 97.63 (9)  |
| 10                                                    | Hiroaki Satou     | 136.51 | 46.39 (9)  | 90.12 (12) |
| 11                                                    | Sota Yamamoto     | 132.60 | 41.62 (14) | 90.98 (10) |
| 12                                                    | Shuu Nakamura     | 132.56 | 42.19 (12) | 90.37 (11) |
| 13                                                    | Kohei Yoshino     | 130.62 | 42.10 (13) | 88.52 (13) |
| 14                                                    | Kousuke Watabe    | 129.60 | 45.68 (10) | 83.92 (15) |
| 15                                                    | Kento Kajita      | 124.29 | 39.99 (18) | 84.30 (14) |
| 16                                                    | Ryoichi Yuasa     | 122.25 | 38.84 (22) | 83.41 (16) |
| 17                                                    | Eiki Hattori      | 119.99 | 40.62 (16) | 79.37 (18) |
| 18                                                    | Hidetsugu Kamata  | 119.60 | 38.41 (23) | 81.19 (17) |
| 19                                                    | Daichi Miyata     | 118.30 | 40.45 (17) | 77.85 (19) |
| 20                                                    | Masato Kimura     | 113.03 | 39.43 (19) | 73.60 (21) |
| 21                                                    | Kyohei Uetake     | 112.93 | 38.39 (24) | 74.54 (20) |
| 22                                                    | Takumi Yamamoto   | 111.33 | 39.34 (21) | 71.99 (22) |
| 23                                                    | Taichiro Yamakuma | 109.73 | 41.00 (15) | 68.73 (24) |
| 24                                                    | Takayuki Yamamoto | 108.99 | 39.38 (20) | 69.61 (23) |
| Não avançaram para a patinação livre / programa longo |                   |        |            |            |
| 25                                                    | Hiroki Honda      | —      | 38.32 (25) |            |
| 26                                                    | Yoji Nakano       | —      | 37.77 (26) |            |
| 27                                                    | Ryuta Katada      | —      | 37.45 (27) |            |
| 28                                                    | Taichi Honda      | —      | 36.97 (28) |            |
| 29                                                    | Junya Watanabe    | —      | 32.97 (29) |            |
| 30                                                    | Masataka Nakajima | —      | 31.81 (30) |            |

#### Individual feminino
| Pos.                                                  | Nome             | Pontos | PC         | PL         |
| ----------------------------------------------------- | ---------------- | ------ | ---------- | ---------- |
| Medalha de ouro                                       | Satoko Miyahara  | 172.17 | 56.76 (1)  | 115.41 (1) |
| Medalha de prata                                      | Kako Tomotaki    | 153.42 | 52.08 (3)  | 101.34 (3) |
| Medalha de bronze                                     | Risa Shoji       | 151.69 | 49.30 (7)  | 102.39 (2) |
| 4                                                     | Haruna Suzuki    | 150.92 | 53.22 (2)  | 97.70 (5)  |
| 5                                                     | Miyabi Oba       | 148.02 | 49.34 (6)  | 98.68 (4)  |
| 6                                                     | Miu Sato         | 138.48 | 51.52 (4)  | 86.96 (7)  |
| 7                                                     | Hinano Isobe     | 136.35 | 49.50 (5)  | 86.85 (8)  |
| 8                                                     | Mei Ito          | 136.24 | 46.22 (8)  | 90.02 (6)  |
| 9                                                     | Mayako Matsuno   | 128.93 | 45.22 (9)  | 83.71 (11) |
| 10                                                    | Satomi Akuzawa   | 128.15 | 44.12 (10) | 84.03 (9)  |
| 11                                                    | Ayana Yasuhara   | 127.70 | 43.88 (12) | 83.82 (10) |
| 12                                                    | Honoka Kawanishi | 122.32 | 43.12 (14) | 79.20 (13) |
| 13                                                    | Rin Nitaya       | 121.19 | 41.02 (23) | 80.17 (12) |
| 14                                                    | Yukiko Fujisawa  | 120.11 | 43.96 (11) | 76.15 (16) |
| 15                                                    | Miyu Nakashio    | 119.10 | 41.50 (21) | 77.60 (15) |
| 16                                                    | Sakura Yamada    | 118.67 | 41.00 (24) | 77.67 (14) |
| 17                                                    | Saya Ueno        | 118.19 | 42.54 (18) | 75.65 (17) |
| 18                                                    | Yuka Nagai       | 118.08 | 43.86 (13) | 74.22 (18) |
| 19                                                    | Yuka Touyama     | 116.39 | 43.06 (15) | 73.33 (20) |
| 20                                                    | Takana Ito       | 115.35 | 41.18 (22) | 74.17 (19) |
| 21                                                    | Nana Matsushima  | 115.16 | 41.86 (20) | 73.30 (21) |
| 22                                                    | Mayu Tajiri      | 114.53 | 42.96 (16) | 71.57 (22) |
| 23                                                    | Yura Matsuda     | 114.14 | 42.90 (17) | 71.24 (23) |
| 24                                                    | Eriko Yamakuma   | 108.57 | 41.94 (19) | 66.63 (24) |
| Não avançaram para a patinação livre / programa longo |                  |        |            |            |
| 25                                                    | Riona Kato       | —      | 40.74 (25) |            |
| 26                                                    | Mayu Kushida     | —      | 40.12 (26) |            |
| 27                                                    | Misachi Fujiwara | —      | 39.12 (27) |            |
| 28                                                    | Akari Katagiri   | —      | 37.56 (28) |            |
| 29                                                    | Mio Suzuki       | —      | 37.30 (29) |            |
| 30                                                    | Uruha Takahashi  | —      | 36.62 (30) |            |

#### Dança no gelo
| Pos.            | Nome                             | Pontos | PC        | PL        |
| --------------- | -------------------------------- | ------ | --------- | --------- |
| Medalha de ouro | Misato Komatsubara / Kaoru Tsuji | 73.92  | 33.04 (1) | 40.88 (1) |